# Marcelus Kemp
Marcelus Jalon Kemp (Seattle, 18 maggio 1984) è un ex cestista statunitense, professionista in Europa e in Sudamerica.

## Carriera
Si forma negli USA a livello di high school e di università dal 2001 sino al 2008, anno in cui approda in Italia dove inizia la sua carriera da cestista professionista, giocando una stagione col Livorno. Nel 2009 si trasferisce in Sardegna per andare alla Dinamo Basket Sassari con cui ottiene la storica promozione in Serie A. Nel 2010, mantiene la categoria, passando alla Virtus Bologna.
Nel febbraio 2011 si trasferisce in Turchia al Beşiktaş, con cui ha raggiunto la fase dei playoff per l'assegnazione del titolo nazionale ed è stato eliminato 3-0 dal Galatasaray nei quarti di finale.
Si rifà l'anno seguente, centrando con il Beşiktaş un "Grand Slam", vincendo Coppa di Turchia, Eurochallenge e Campionato turco in una sola stagione. Dopo questa grande impresa decide di tornare in Italia, firmando con la Montepaschi Siena. A stagione in corso, dicembre, il contratto viene rescisso per problemi fisici del giocatore.

## Palmarès
- Campionato turco: 1

Beşiktaş: 2011-12
- Coppa di Turchia: 1

Beşiktaş: 2011-2012
- EuroChallenge: 1

Beşiktas: 2011-2012
- King County Championship: 1

Garfield High School 2011
- NCAA Most Improved Player Award: 1

Nevada Wolf Pack 2005
- Western Athletic Conference: 3

Nevada Wolf Pack 2005, 2006, 2008
- Promozione in Serie A: 1

Dinamo Basket Sassari 2010
- First-Team All-King County: 1

Garfield High School 2001